# 本田雅阁
本田雅阁（英語：Honda Accord、日語：ホンダ・アコード）是一款由本田技研工業於1976年推出的中型轿车，台灣早期由南陽實業代理時稱雅哥，中國大陆稱為雅阁，港澳稱為雅廓。
在中国大陆的車款由廣州本田組裝生產。在台灣的車款則是分别由台灣本田汽車和三陽工業股份有限公司生產或发行。

## 第一代（代号SZ/SM，1976年–1981年）

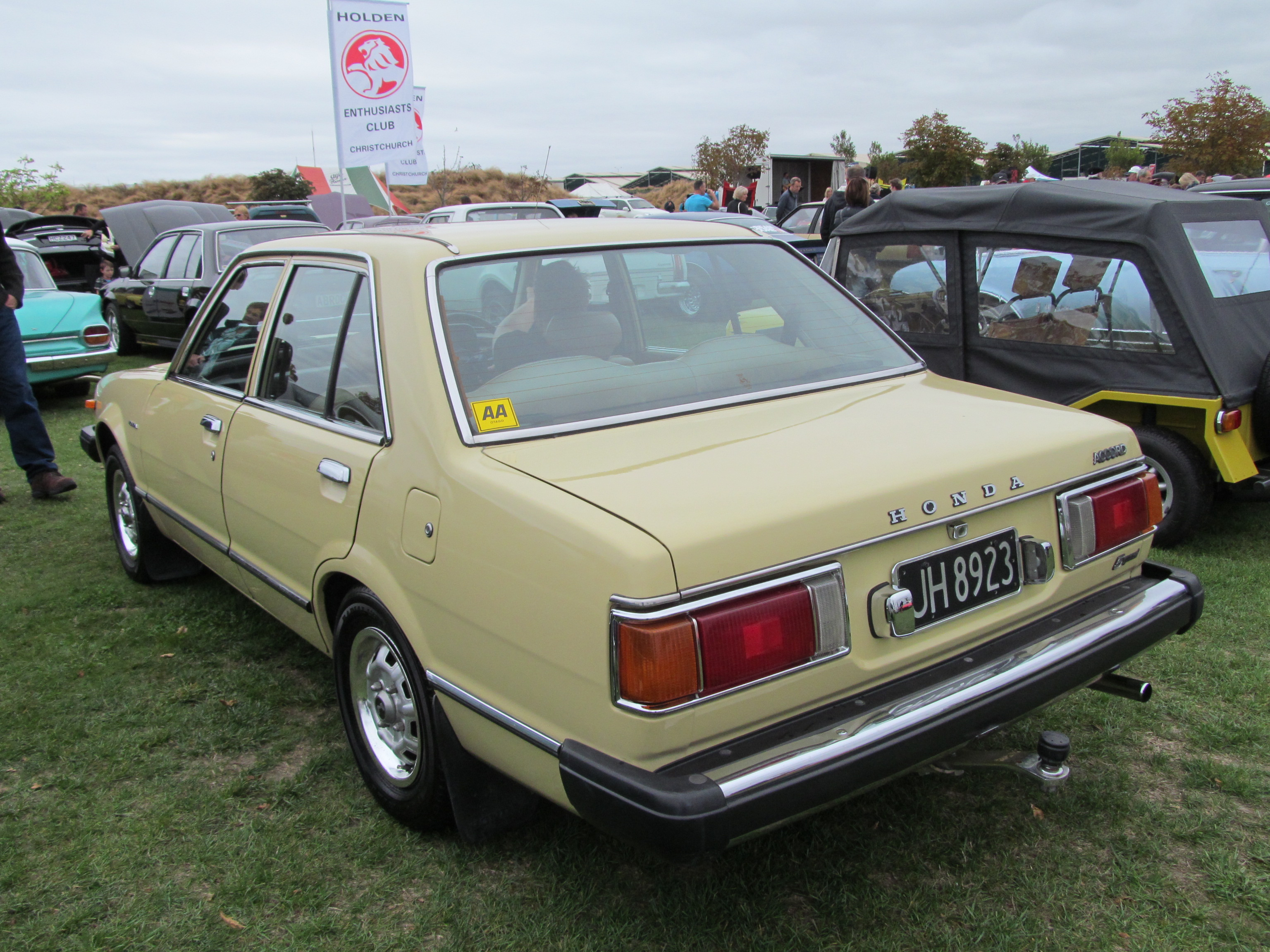
後方

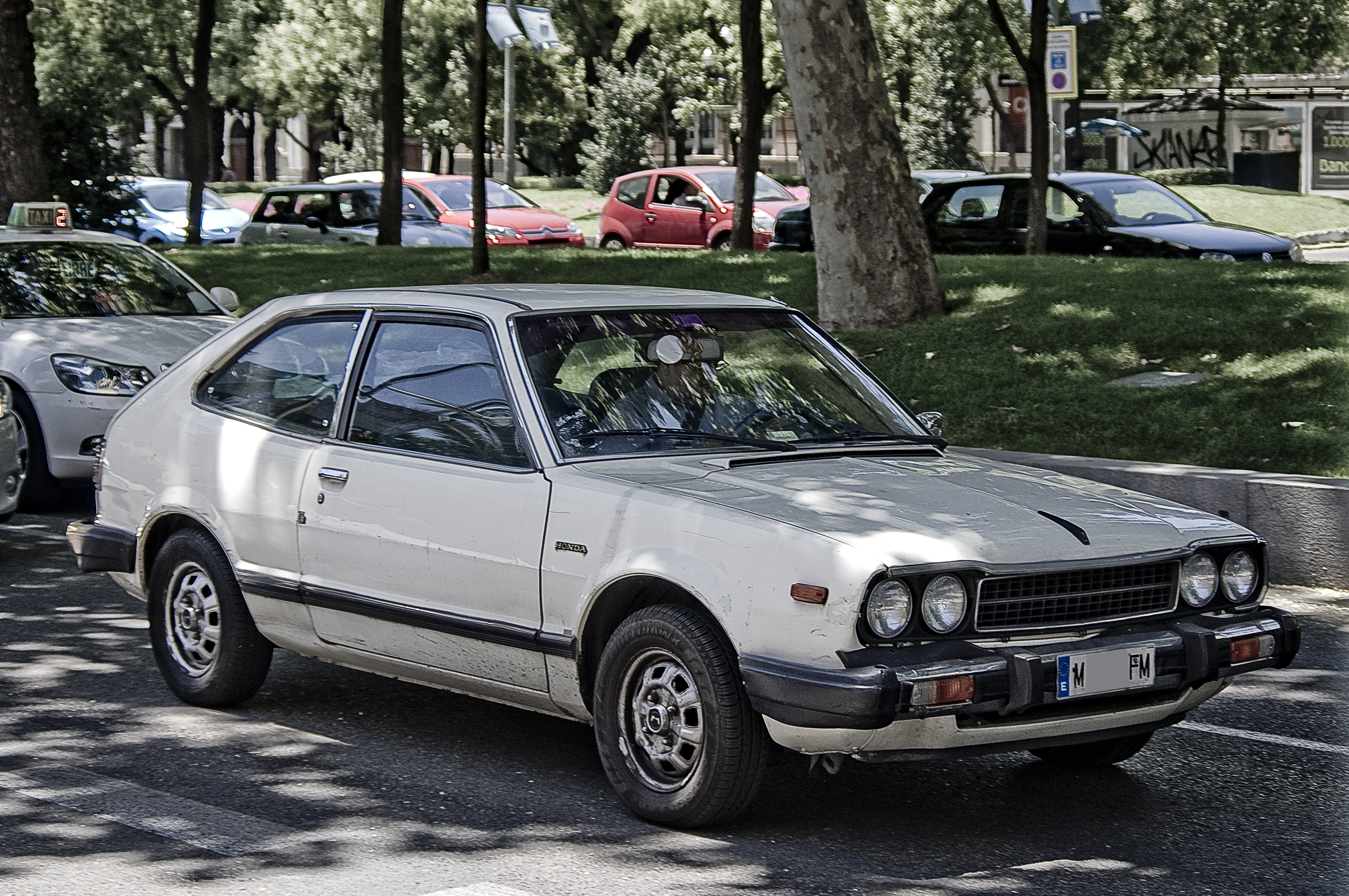
第一代雅阁的三門掀背款式(歐洲)

1976年登場，初期为三門掀背款式，自1979年起推出四門轿车型，並且性能提升至72匹馬力。
這是日本第一個擁有布座椅，轉速表，間歇刮水器，以及AM/FM收音機作為標準設備的小型车。
1980年改款后，二速自排變為三速自排，外观重新設計（经重新设计的保險槓、格柵和尾燈等），CVCC标识被除去。
1981年增加SE車型，含真皮座椅，電動車窗。

## 第二代（代号SY/SZ/AC/AD，1981年–1985年）

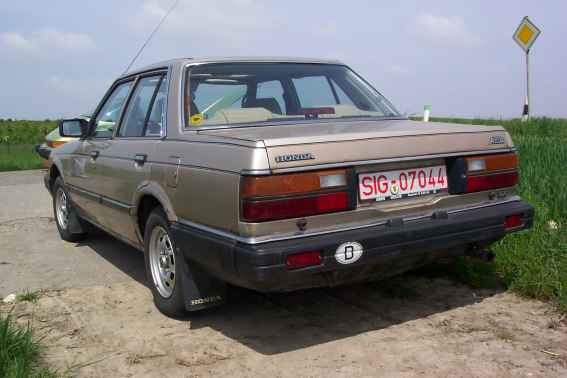
前期，後方

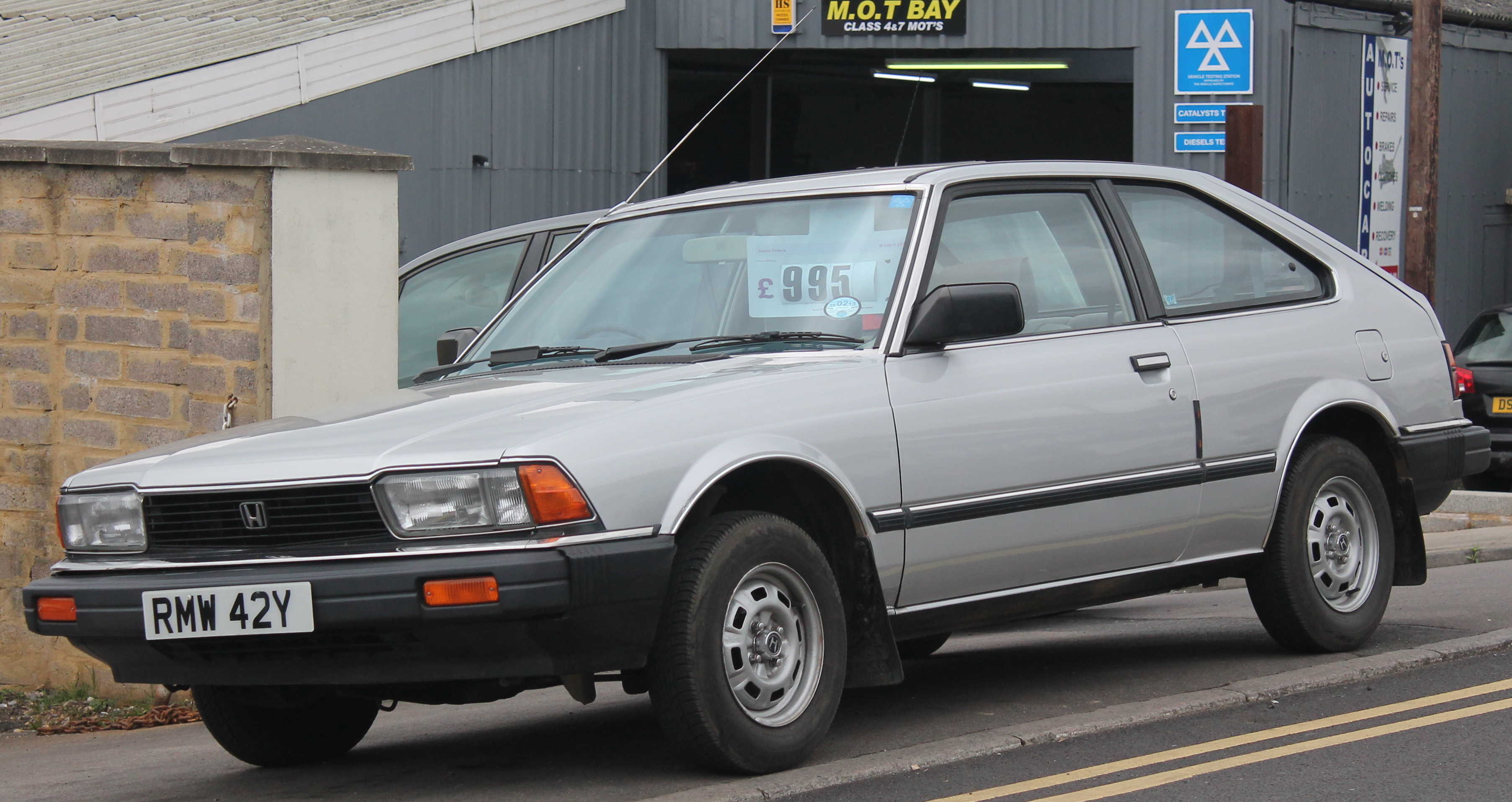
前期，掀背版

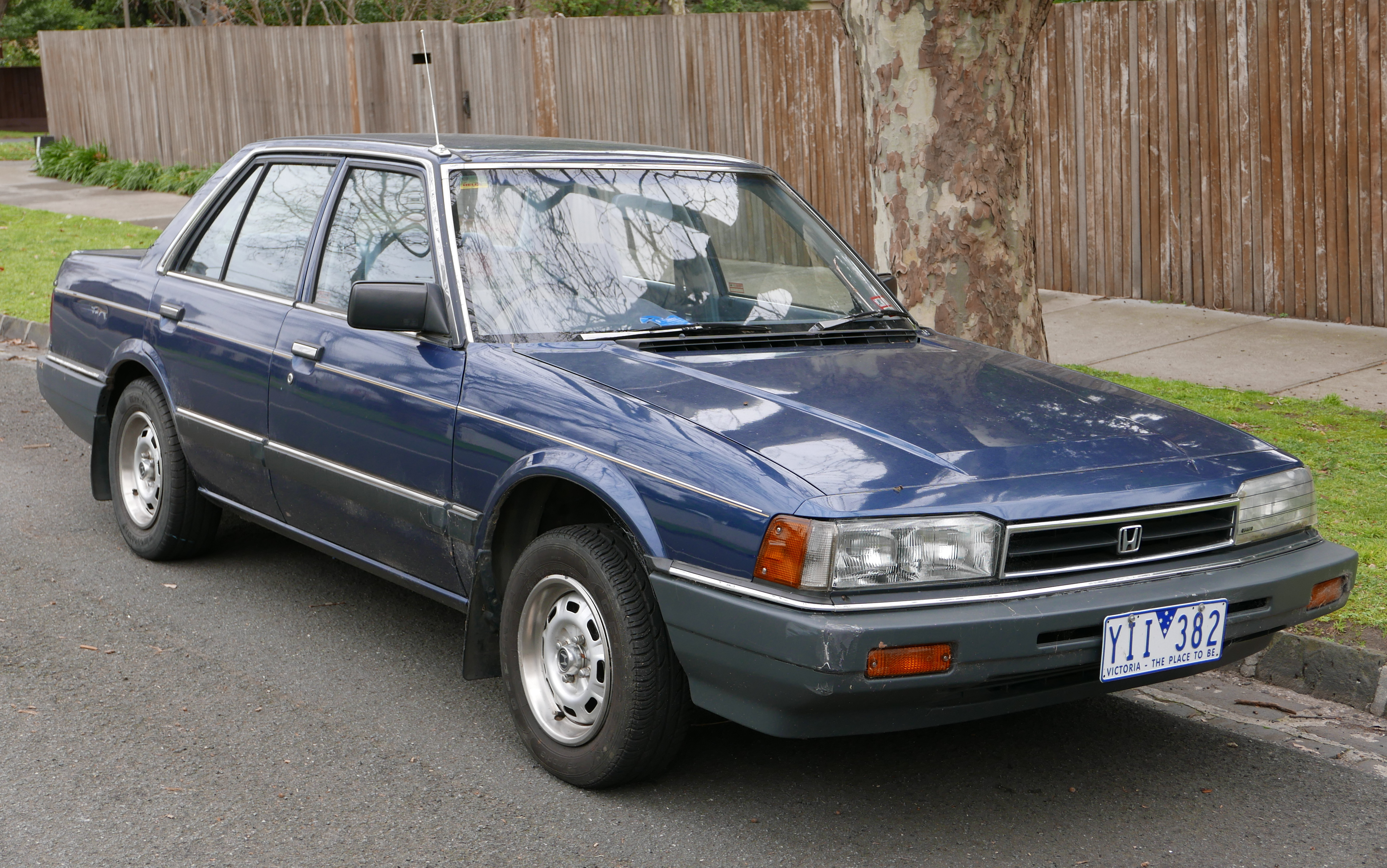
1983年改款后

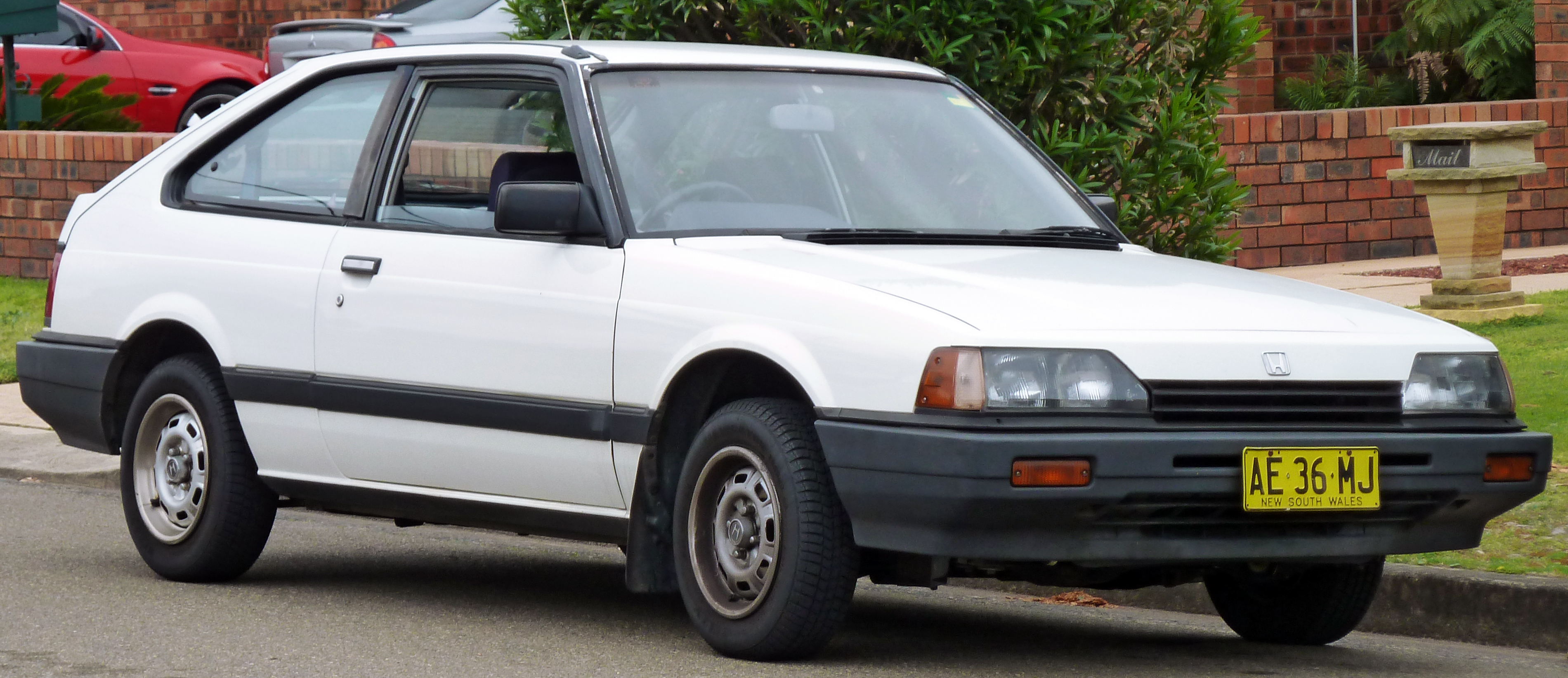
1983年改款后（掀背）

1981年、1982年分别於日本、歐洲、北美推出，第二代雅阁首次开始在美國俄亥俄州的本田車廠生產，首年即成為美國最暢銷的日本車款，紀錄維持長達15年，本田同時在日本推出了分支车型——本田Vigor。
其搭载的1.6升和1.8升直列四缸引擎和上一代一致，但燃油效率优化15%，1983年改款后加设ABS功能，1984年改款后所搭载的引擎开始搭载本田的PGM-Fi燃料喷射技术。

## 第三代（代号CA，1985年9月–1989年8月）

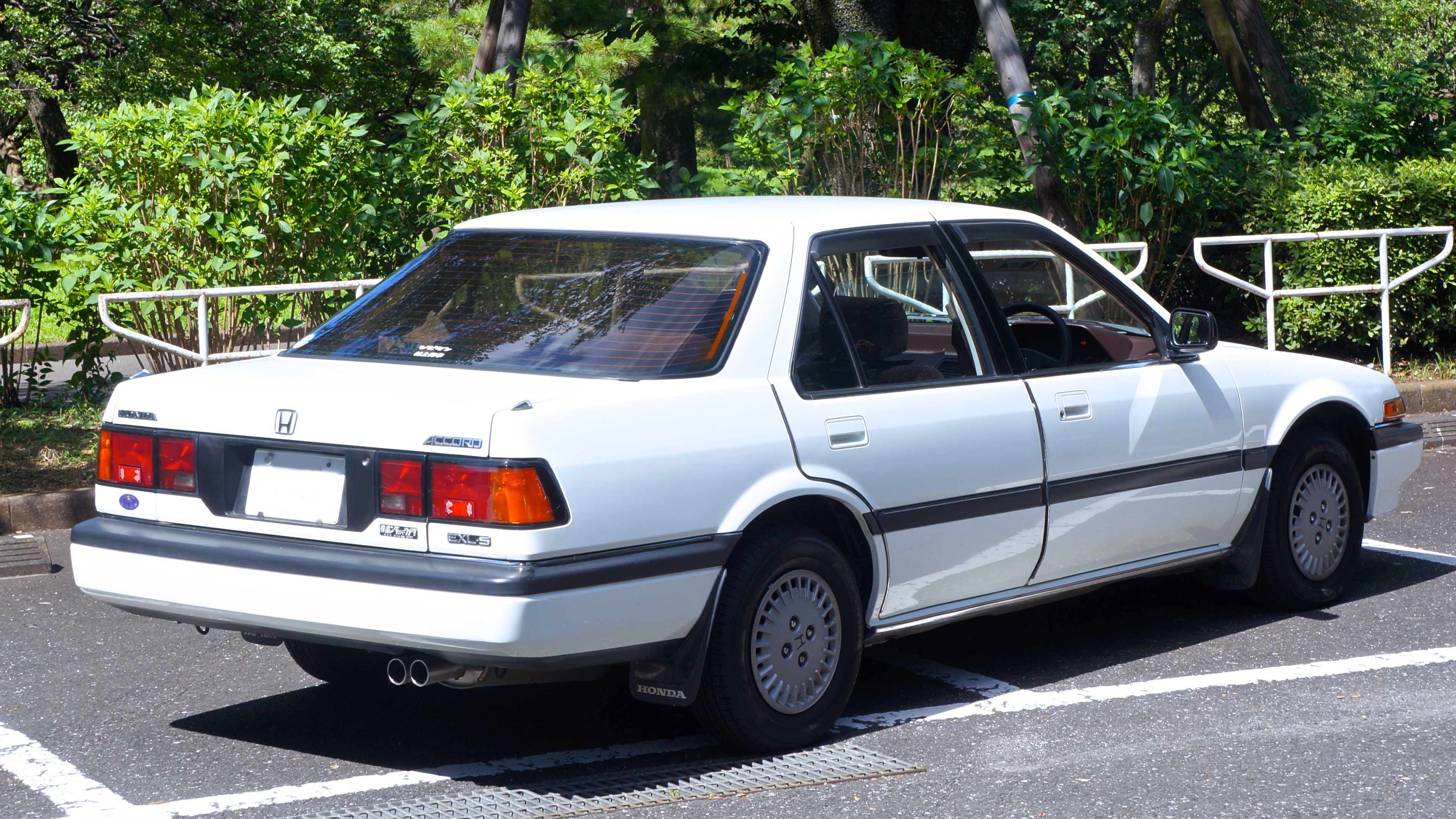
後方

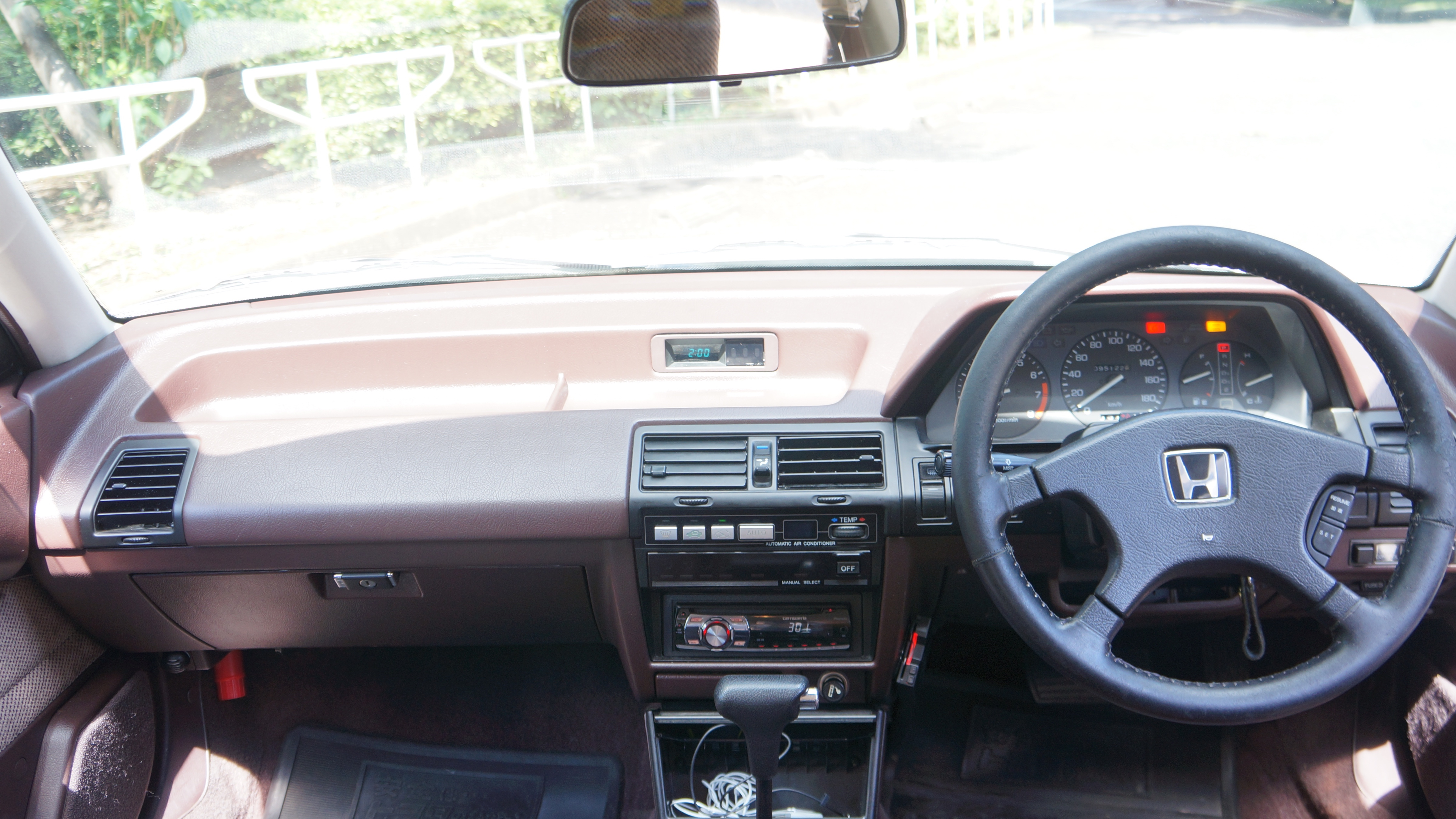
內視圖

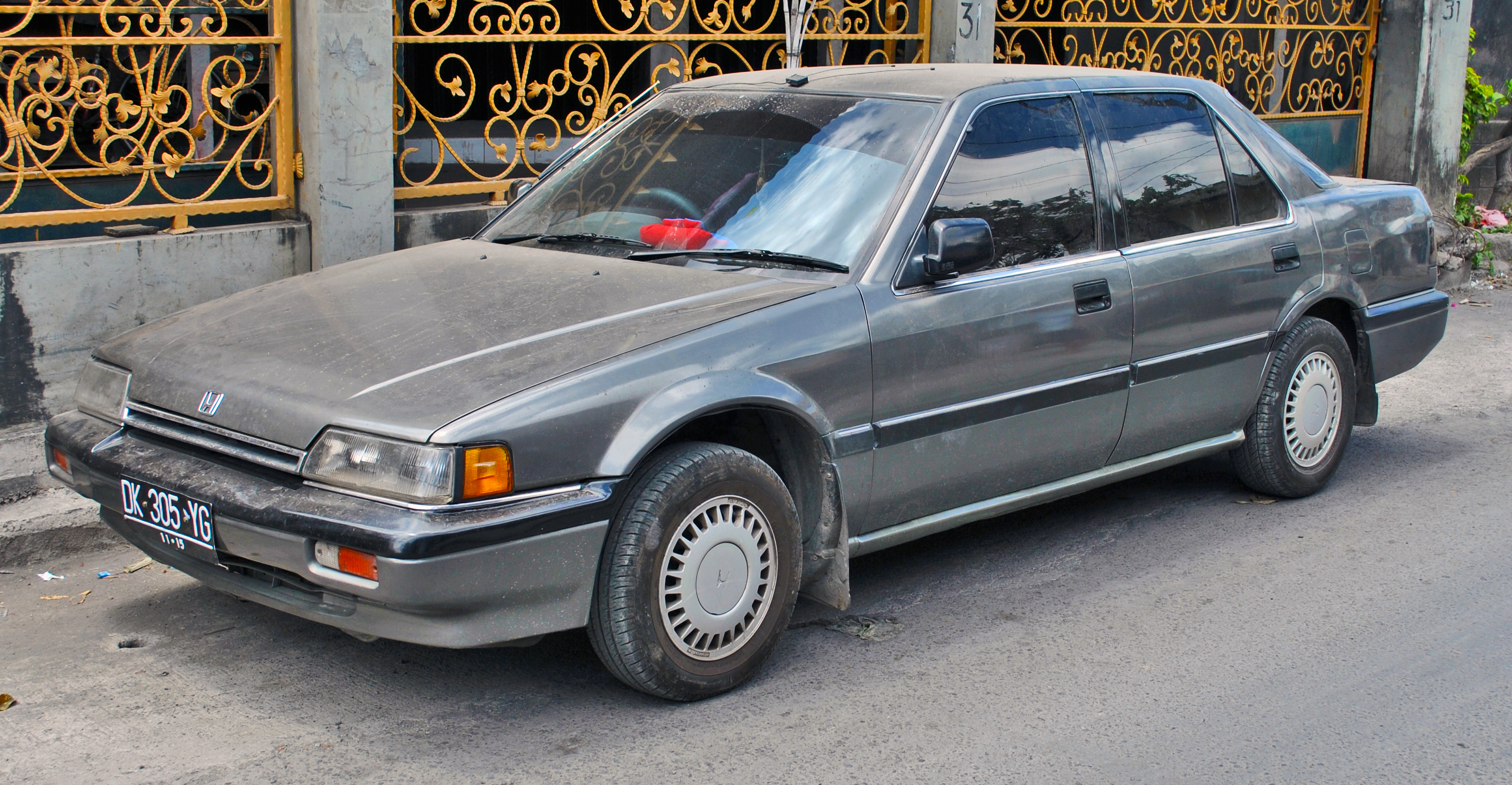
第3代雅阁（歐洲版）

于1985年、1986年分别在日本、歐洲、北美推出，其具有非常引人注目的外觀設計，特别是其搭载的翻蓋式大燈。
在同期本田活躍於F1賽事以及受同期日本泡沫经济的影响，第三代雅阁引入了诸多先进技术，例如搭載双顶置凸轮轴（DOHC）的直列四缸引擎，雙A臂懸吊系統及搭載4輪碟式煞车等。

## 第四代（代号CB，1989年9月–1993年9月）

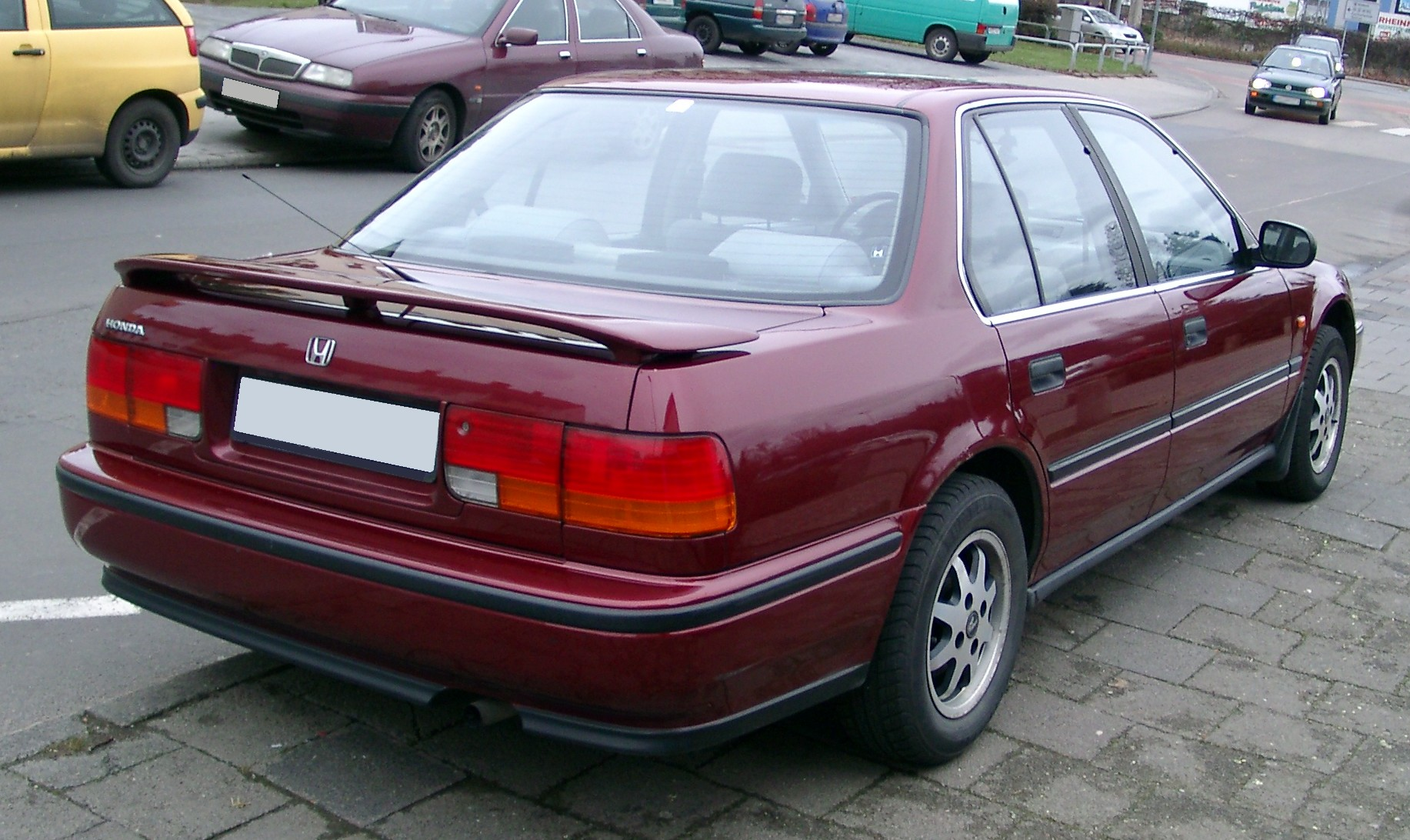
後方

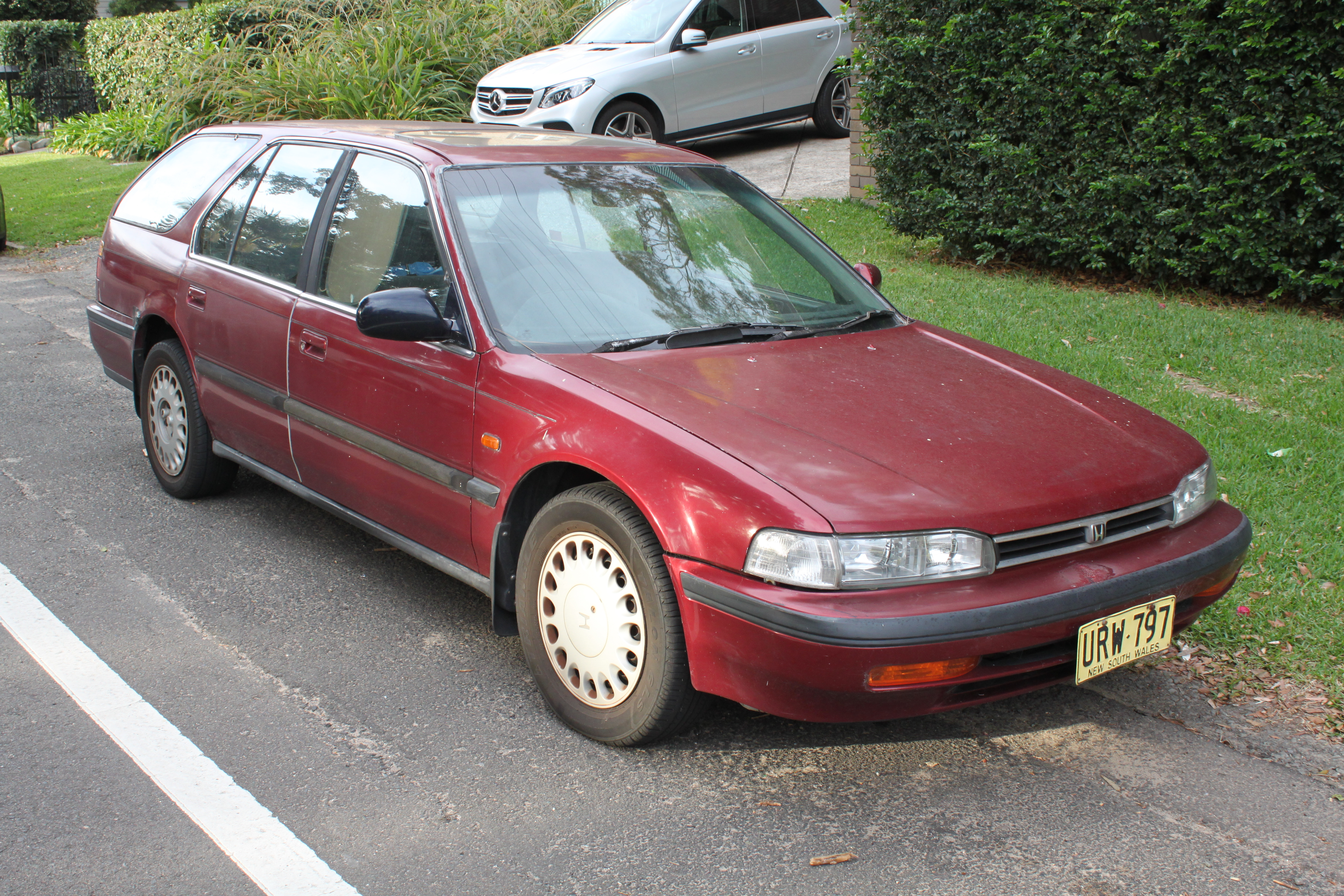
旅行版

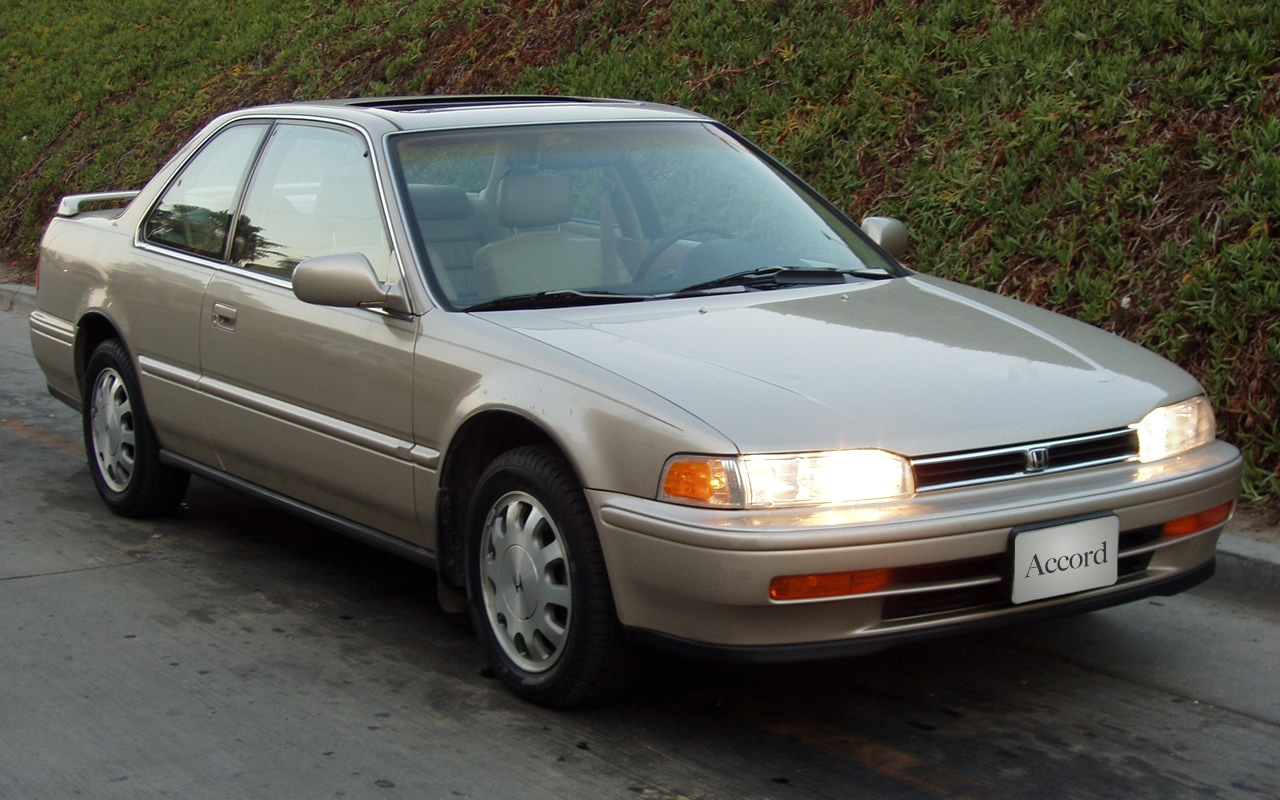
轎跑車版

于1990年問世，以人性尊重為基礎，追求人性空間的世界房車。MM思想「人性空間極大化 機械空間極小化」。搭載NDC壓鑄技術所製造之16汽門鋁合金引擎，配合PGM-FI電腦程式燃油噴射系統，具有體積小、重量輕、耐磨、散熱快與動力強勁之特色。4.W.S四輪轉向操控系統。此代晚期改款后加入安全氣囊裝置。

## 第五代（代号CD，1993年–1997年）
于1993年問世，更注重北美市场。

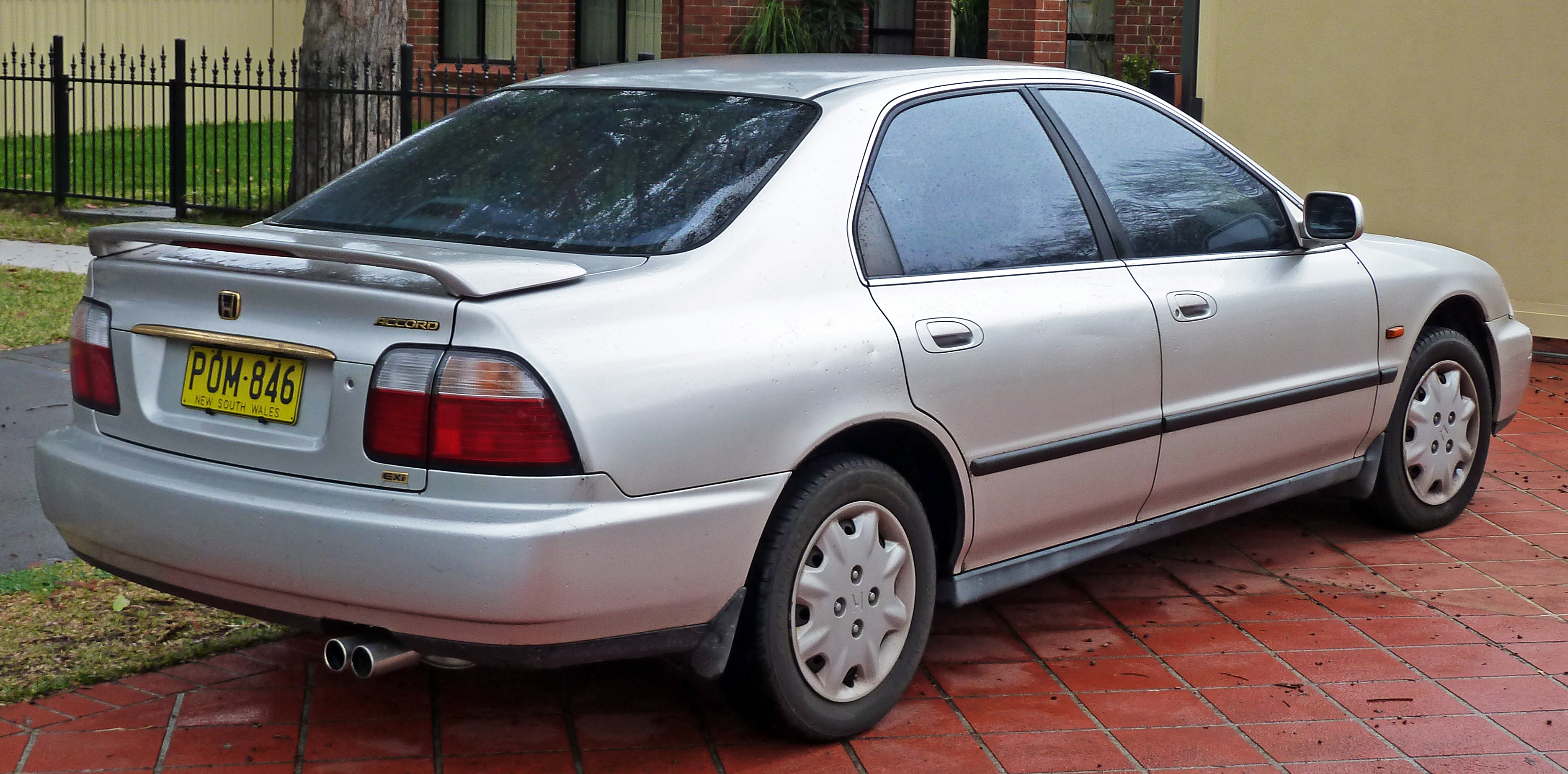
本田第5代雅阁後方

虽然长度和轴距相较于四代雅阁有所缩减，但高度和宽度及车内空间均有提升，重新设计后的外观在强化空气动力时提升了安全性；沿袭自上一代车型的无钥匙进入功能得到强化 ，内置的可收纳式中控屏引入导航功能。
截至1997年停产前，雅阁的生产量已经达到了1000万部。

## 第六代（代号CF/CL，1997年9月–2002年10月）

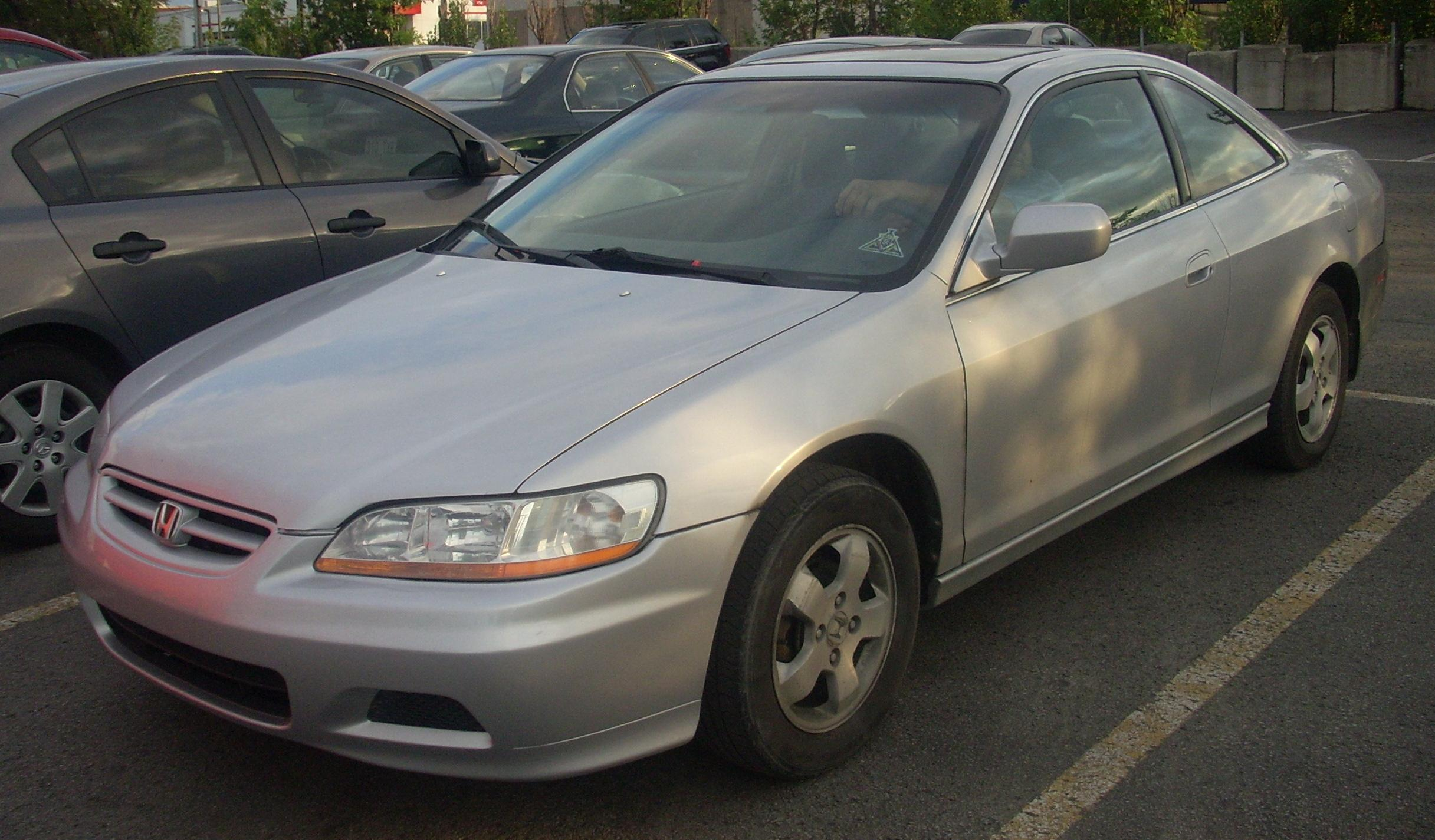
轎跑車版

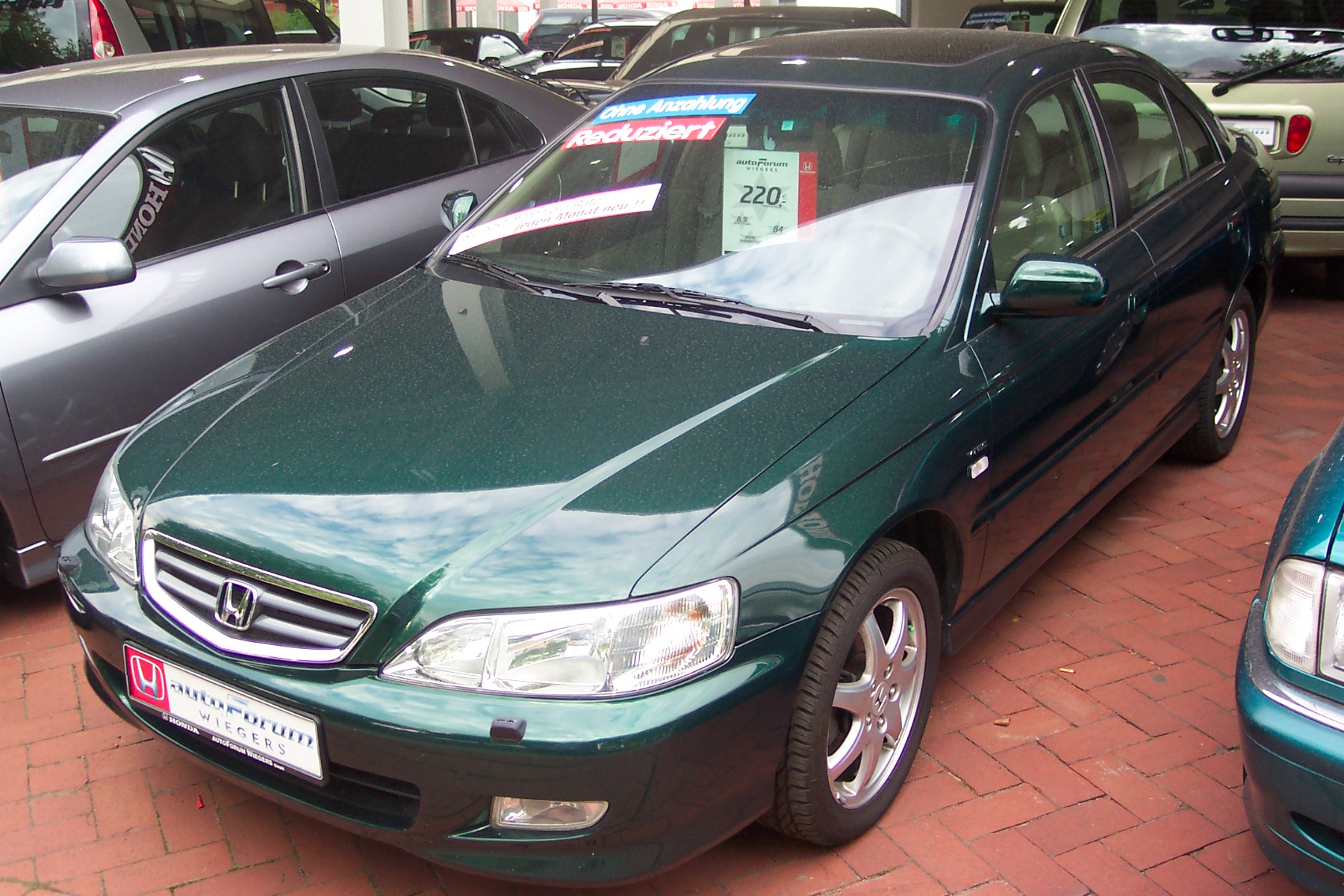
歐洲版

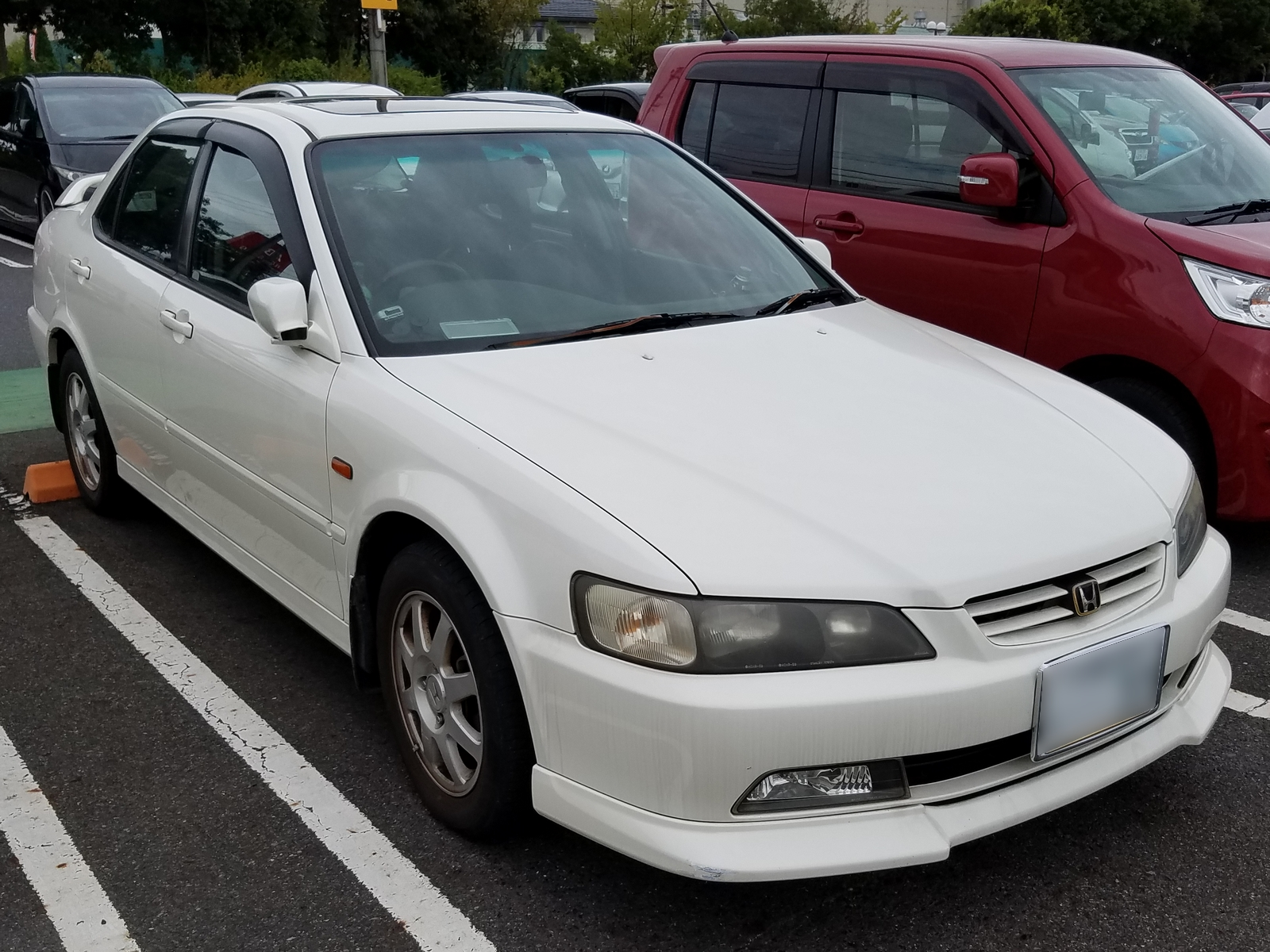
日本版

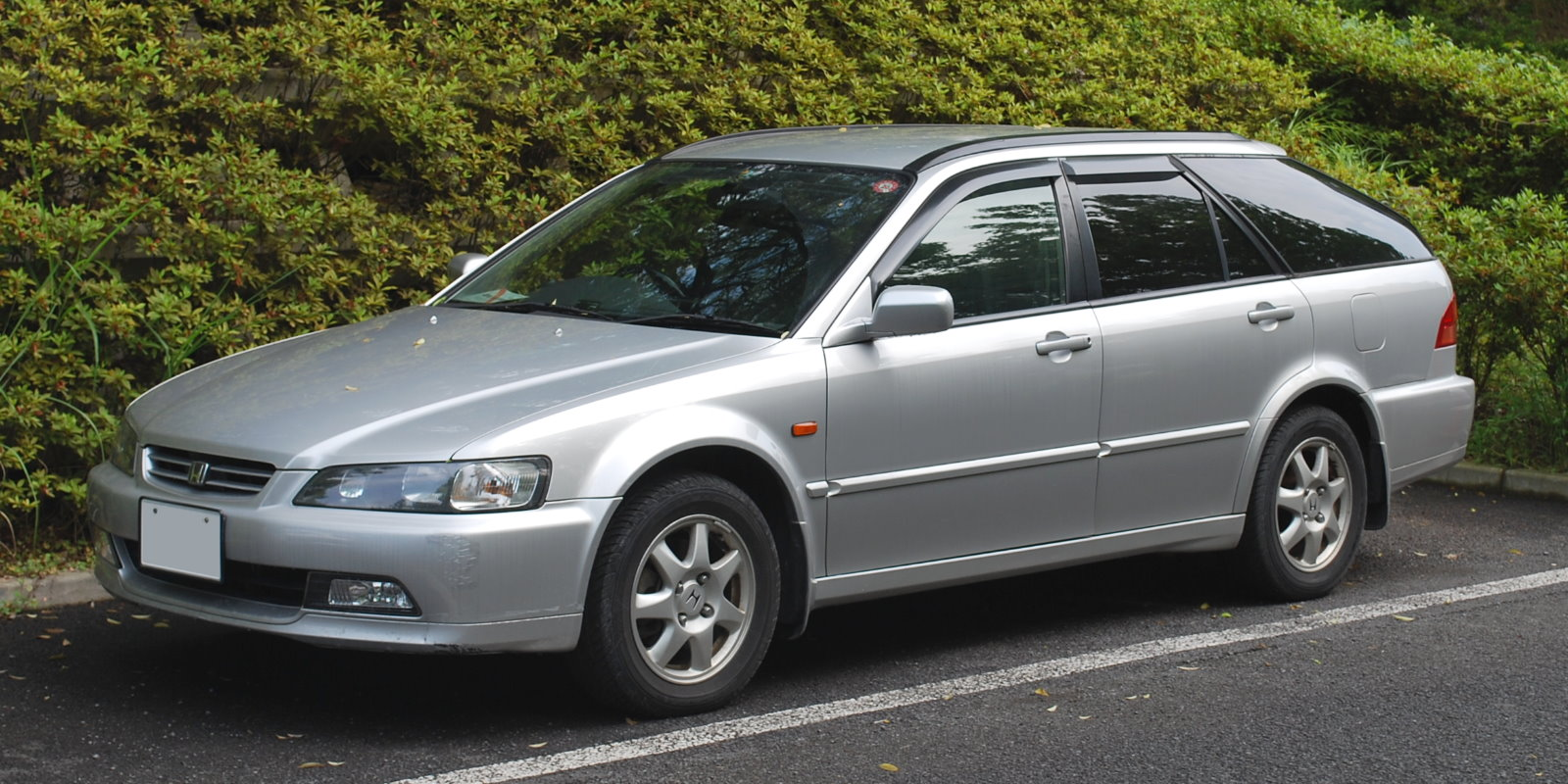
旅行版

于1997年9月登场，外观针对不同市场而重新设计。

## 第七代（代号CL，2002年10月–2008年12月）
|  |  |

于2002年10月登场，沿袭上一代针对不同市场而重新设计的外观。
欧版、日版采用紧凑设计，并以讴歌TSX的名义在美国发行，美版和中国大陆版为大型设计，并以本田Inspire的名义在日本发行。

## 第八代（代号CU，2008年10月–2013年6月）
于2008年登场，外观继续针对不同市场而设计，日版款式在中国大陆和美国分别以本田思铂睿和讴歌TSX的名义发行，美版款式在马来西亚以宝腾Perdana的名义发行。
馬來西亞第二代寶騰Perdana亦是基於第八代北美Accord的品牌工程車款。

## 第十代（2018年–2023年）
第十代Accord在2017年7月14日於底特律發表，9月18日開始量產，10月18日在美國市場、10月27日在加拿大市場以2018年份車款開始銷售。油電車款則於2018年四月開始銷售。
第十代Accord與第十代Civic和第五代CR-V基於相同的本田新一代中小車平台。與第九代相比，第十代軸距增長約50公厘，但車長縮短約10公厘，車寬小幅增寬了約1公厘。在動力來源方面汽油車款有兩種選擇，均為渦輪增壓直列四缸引擎：與CVT和六速手動變速箱相配的1.5升引擎，及與十速自動和六速手動變速箱相配的2.0升引擎。油電車款的動力來源是第九代的改良版，為一具2.0升阿特金森循環直列四缸自然進氣加雙電動馬達系統。
本田在中國大陸的另一合資公司東風本田也生產换牌工程的本田Inspire車款，Inspire有著另行設計的水箱護罩及保險桿罩等塑膠組件。

## 第十一代（2023年）
}}

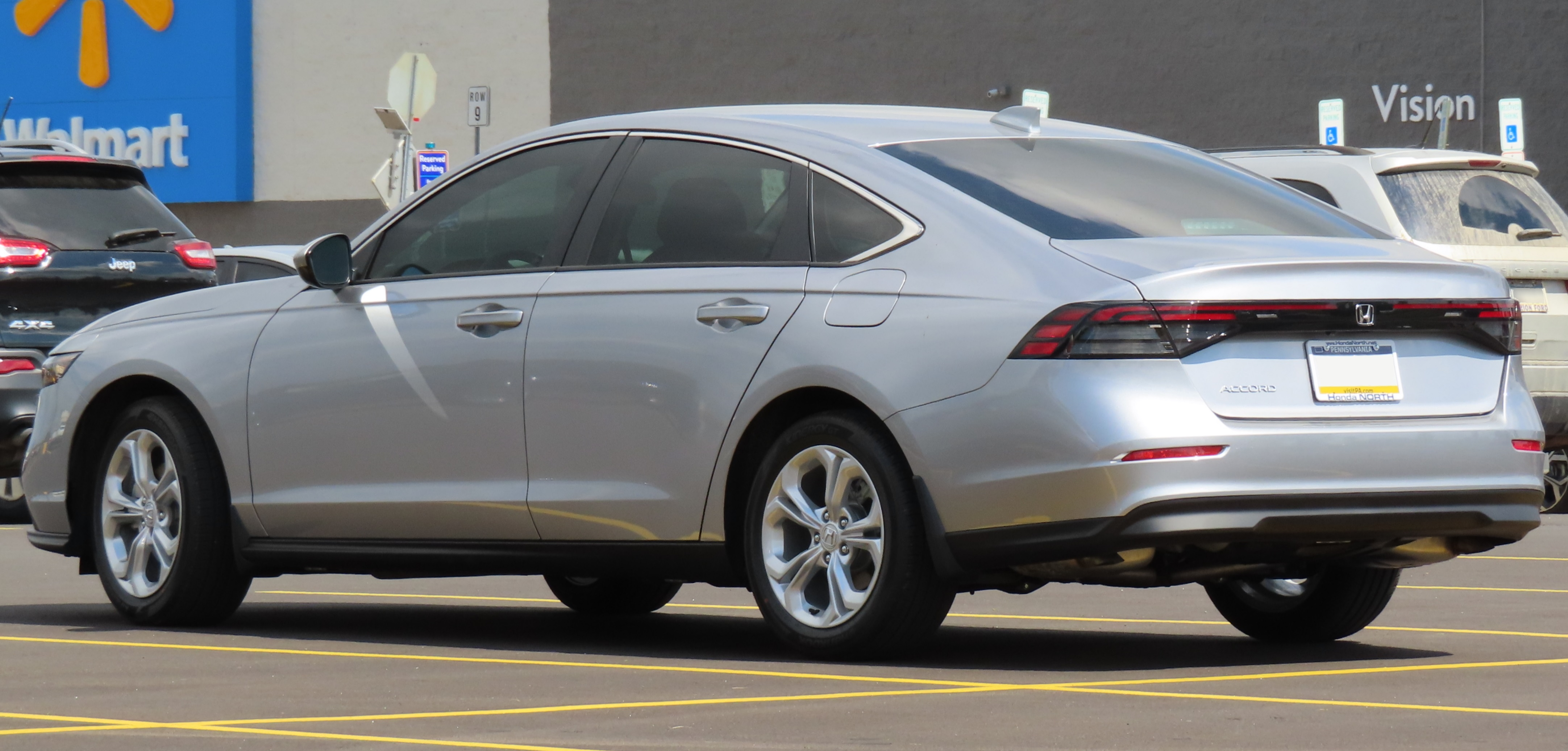
車尾
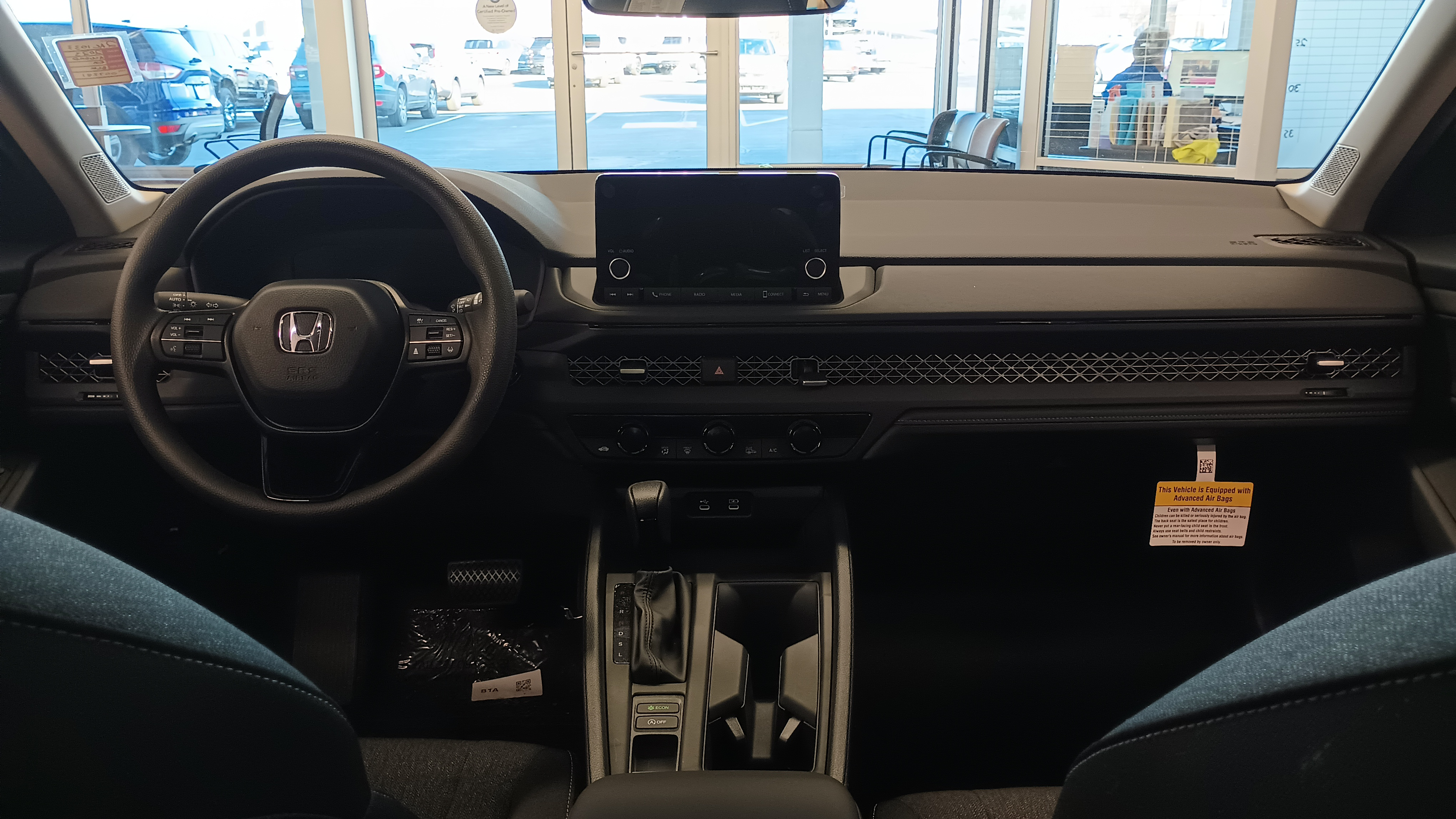
內裝（美國）
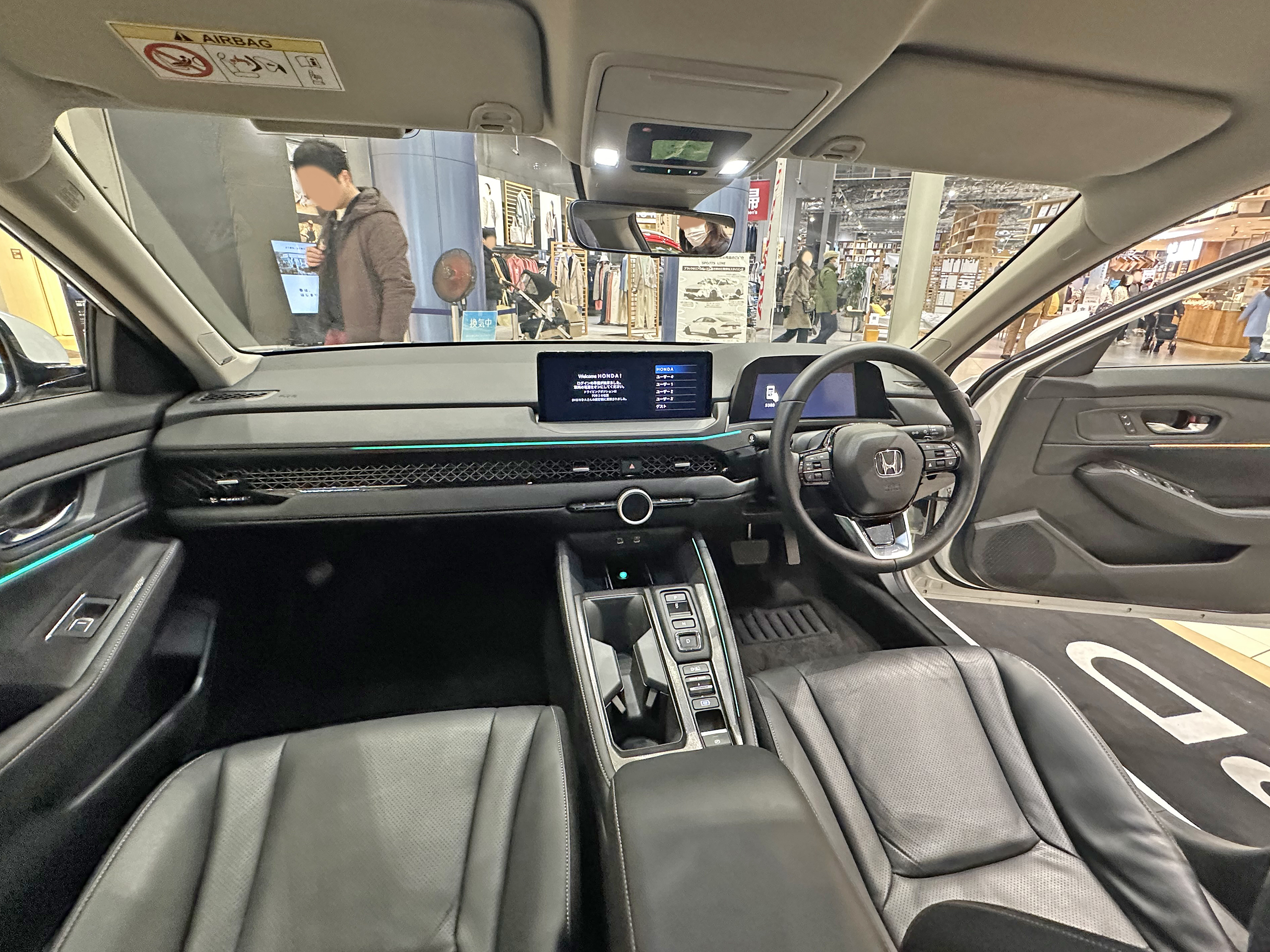
內裝（日本）
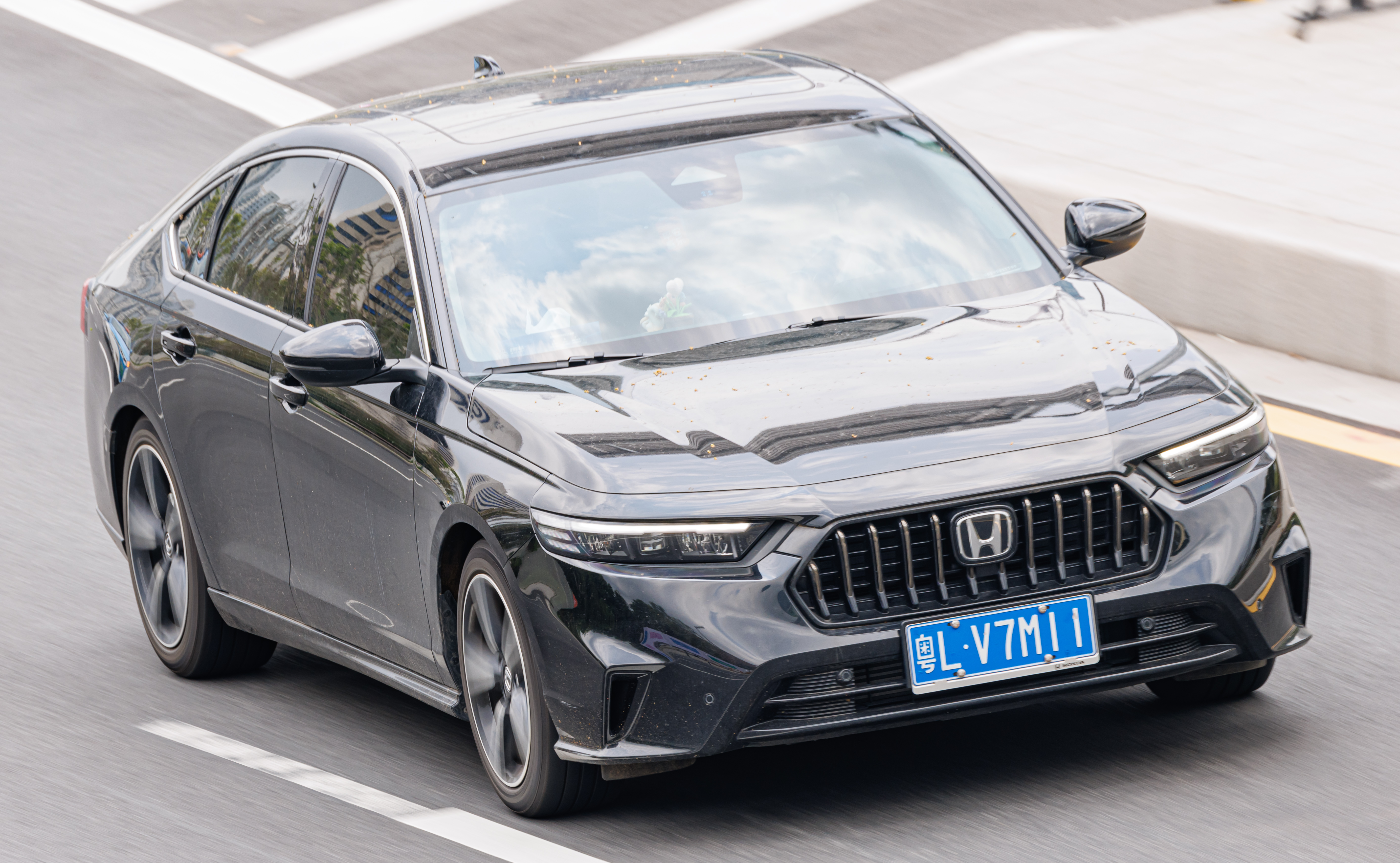
東風本田Inspire（中國）

## 外部連結
- アコード｜Honda （页面存档备份，存于）
- Honda｜今まで販売したクルマ | アコード （页面存档备份，存于）
- Honda | 四輪製品アーカイブ | アコード （页面存档备份，存于）